# Blow by Blow
Blow by Blow – album studyjny brytyjskiego gitarzysty Jeffa Becka. Wydawnictwo ukazało się w marcu 1975 roku nakładem wytwórni muzycznej Epic Records. Becka w nagraniach wsparli klawiszowiec Max Middleton, basista Phil Chen oraz perkusista Richard Bailey. 1 listopada 1976 roku płyta uzyskała status złotej w Kanadzie. Natomiast 21 listopada 1986 roku płyta uzyskała status platynowej w Stanach Zjednoczonych. 

## Lista utworów
Opracowano na podstawie materiału źródłowego.
| Nr | Tytuł utworu                  | Autorzy                                             | Długość |
| -- | ----------------------------- | --------------------------------------------------- | ------- |
| 1. | „You Know What I Mean”        | Jeff Beck, Max Middleton                            | 4:05    |
| 2. | „She's a Woman”               | John Lennon and Paul McCartney                      | 4:31    |
| 3. | „Constipated Duck”            | Jeff Beck                                           | 2:48    |
| 4. | „Air Blower”                  | Jeff Beck, Max Middleton, Phil Chen, Richard Bailey | 5:10    |
| 5. | „Scatterbrain”                | Jeff Beck, Max Middleton                            | 5:39    |
| 6. | „Cause We've Ended as Lovers” | Stevie Wonder                                       | 5:42    |
| 7. | „Thelonius”                   | Stevie Wonder                                       | 3:16    |
| 8. | „Freeway Jam”                 | Max Middleton                                       | 4:58    |
| 9. | „Diamond Dust”                | Bernie Holland                                      | 8:26    |
|    |                               |                                                     | 44:35   |

## Listy sprzedaży
| Lista             | Kraj              | Pozycja |
| ----------------- | ----------------- | ------- |
| Billboard 200     | Stany Zjednoczone | 4       |
| Recorded Music NZ | Nowa Zelandia     | 38      |

## Literatura przedmiotu
- Jeff Beck - Blow by Blow (Guitar Recorded Versions), 2011, Hal Leonard, ISBN 978-1-4234-9444-7